# Райони Лаосу
Кожна лаоська провінція поділяється на райони (ເມືອງ — Muang), які в свою чергу діляться на комуни (Baan).

## Аттапи
- Пхувонг (17-05)
- Самакхисай (17-02)
- Санамсай (17-03)
- Сансай (17-04)
- Сайсетха (17-01)

## Бокеу
- Хуайсай (5-01)
- Мууег (5-03)
- Пактха (5-05)
- Пхаудом (5-04)
- Тонпхеунг (5-02)

## Болікхамсай
- Болікханх (11-04)
- Кхамкхеутх (11-05)
- Паккадінг (11-03)
- Паксан (11-01)
- Тхапхабатх (11-02)
- В'єнгтхонг (11-06)

## Тямпасак
- Бачіангчалеунсук (16-03)
- Тямпасак (16-07)
- Кхонг (16-10)
- Мунлапамок (16-09)
- Паксе (16-01)
- Паксонг (16-04)
- Патхумпхон (16-05)
- Пхонтхонг (16-06)
- Санасомбун (16-02)
- Сукхума (16-08)

## Хуапхан
- Хуамеуанг (7-05)
- Муангет (7-08)
- Сопбао (7-07)
- В'єнгтхонг (7-03)
- В'єнгсай (7-04)
- Самниа (7-01)
- Самтай (7-06)
- С'єнгкхор (7-02)

## Кхаммуан
- Буалапха (12-06)
- Хінбун (12-04)
- Махасай (12-02)
- Накай (12-07)
- Нхоммалатх (12-05)
- Нонгбок (12-03)
- Тхакхек (12-01)
- Сайбуатхонг (12-09)
- Себангфай (12-08)

## Луангнамтха
- Лонг (3-03)
- Нале (3-05)
- Намтха (3-01)
- Синг (3-02)
- В'єнгпхукха (3-04)

## Луанг-Прабанг
- Чомпхет (6-09)
- Луанг-Прабанг (6-01)
- Намбак (6-05)
- Нан (6-03)
- Нгой (6-06)
- Паксенг (6-07)
- Парку (6-04)
- Пхонсай (6-08)
- Пхукхун (6-11)
- В'єнгкхам (6-10)
- С'єнгнгун (6-02)

## Удомсай
- Бенг (4-05)
- Хун (район) (4-06)
- Ла (район) (4-02)
- Намо (4-03)
- Нга (4-04)
- Пакбенг (4-07)
- Сай (район) (4-01)

## Пхонгсалі
- Буннуа (2-05)
- Бунтай (2-07)
- Кхоа (2-03)
- Май (район) (2-02)
- Гноту (2-06)
- Пхонгсалі (район) (2-01)
- Сампхан (2-04)

## Сайнябулі
- Ботен (8-09)
- Хонгса (8-03)
- Кентхау (8-08)
- Кхоп (8-02)
- Нгеун (8-04)
- Паклай (8-07)
- Пх'янг (8-06)
- Тхонгмісай (8-10)
- Сайнябулі (8-01)
- Сянгхон (8-05)

## Сараван
- Кхонгседон (14-06)
- Лакхонепхенг (14-04)
- Лаонгарм (14-07)
- Сараван (14-01)
- Самуй (14-08)
- Таой (14-02)
- Тумларн (14-03)
- Вапі (14-05)

## Саваннакхет
- Атсапхангтхонг (13-03)
- Атсапхон (13-13)
- Чампхон (13-09)
- Кейсон-Фомвіхан (13-01)
- Нонг (13-06)
- Утхумпхон (13-02)
- Пхін (13-04)
- Сепон (13-05)
- Сонгкхон (13-08)
- Тхапангтхонг (13-07)
- Тхапалансай (13-15)
- Вілабурі (13-12)
- Сайбулі (13-11)
- Сайпхутхонг (13-14)
- Сонбулі (13-10)

## Секонг
- Дакхунг (15-03)
- Калеум (15-02)
- Ламам (15-01)
- Тхатенг (15-04)

## В'єнтьян (префектура)
- Тянтхабулі (1-01)
- Сікхоттабонг (1-02)
- Сайсетха (1-03)
- Сісаттанак (1-04)
- Насайтхонг (1-05)
- Сайтхані (1-06)
- Хадсайфонг (1-07)
- Сангтхонг (1-08)
- Майпаркнгум (1-09)

## В'єнтьян (провінція)
- Феуанг (10-06)
- Хінхурп (10-09)
- Касі (10-04)
- Кеоудом (10-03)
- Мад (10-08)
- Пхонхонг (10-01)
- Тураком (10-02)
- Вангвіанг (10-05)
- В'єнгкхам (10-10)
- Санакхарм (10-07)
- Хом (10-11)
- Саісомбун (10-12)

## Сіангкхуанг
- Кхам (9-02)
- Кхун (9-04)
- Мокмай (9-05)
- Нонгхет (9-03)
- Пек (9-01)
- Пхасай (9-07)
- Пхукут (9-06)
- Тхатом (9-08)

| Лаос | Це незавершена стаття з географії Лаосу. Ви можете допомогти проєкту, виправивши або дописавши її. |